# Kései Csin dinasztia
A kései Csin dinasztia, hivatalos nevén Csin vagy Nagy Csin, a mandzsúriában élő dzsürcsik uralkodói dinasztiája volt, a Csing-dinasztia elődje. A dzsiancsou dzsürcsi törzsfőnök, Nurhacsi alapította 1616-ban a dzsürcsi törzsek újraegyesítését követően, nevét a korábbi, a Wanyan nemzetség által alapított csin dinasztiáról kapta, amely a 12. és 13. században uralkodott Észak-Kínában.
1635-ben az Ejei kán vezette, még fennálló északi Jüan-dinasztia hivatalosan is alávetette magát az új dinasztiának. A következő évben Hong Taiji hivatalosan is átnevezte a birodalmat „Nagy Csing”-re, és ezzel kezdetét vette a Csing-dinasztia. A Ming-csing átmenet során a csingek meghódították Li Zicheng Shun-dinasztiáját és a különböző déli Ming-követelőket a hozzájuk hűséges erőket is legyőzték, A mandzsu eredetű uralkodócsalád egy egész Kínát átfogó birodalom felett uralkodott, amely magába foglalta Tibetet, Mandzsúriát, Mongóliát, Hszincsiangot és Tajvant is, amíg az 1911-es forradalom meg döntötte uralmukat, és megalakult a Kínai Köztársaság.

## Név
A történészek vitatják, hogy az állam hivatalos kínai neve „Csin” (金, Jīn), „Kései Csin” (後金, Hòu Jīn) vagy mindkettő volt-e. Mind a két elnevezés azt jelentené, hogy az állam a Wanyan nemzetség által 1115-ben alapított dzsürcsi eredetű csin-dinasztia folytatásaként vagy utódjaként tekintett magára. A dinasztia elnevezésének mandzsu formája ᠠᡳ᠌ᠰᡳᠨ ᡤᡠᡵᡠᠨ (Aisin Gurun) jelentése egyszerűen "Arany Állam."

## Történelem

### A dzsiancsoui dzsürcsik felemelkedése
A dzsürcsi nép hagyományosan Mandzsúriában élt, majd három törzsre oszlott, amelyek közül a legerősebb a Ming-dinasztia idején a Csangbaj-hegység környékén élt, ezért nevezték őket dzsiancsoui dzsürcsik-nek. Az északi Yuan-dinasztia megtámadása és leverése érdekében Hongwu császár katonai bizottságokat küldött a mandzsúriai dzsürcsi törzsek ellenőrzésének megszerzésére. A Ming-kormány a dzsiancsou dzsürcsiket három wei-re (a Ming-dinasztia idején létező katonai alegység) osztotta fel, amelyeket együttesen a „Dzsiancsou három wei-je” néven ismertek. A dzsürcsi törzsek vezetőit általában a wei parancsnokaivá választották.
Az északi dzsürcsi törzs akkoriban erős volt, és megtámadta a dzsiancsoui dzsürcsiket. Mengtemut, a dzsiancsou wei parancsnokát megölték. A dzsiancsoui dzsürcsik kénytelenek voltak dél felé vonulni, és végül Hetu Alában telepedtek le.

### A Kánság megalakulása
Nurhacsi, a dzsiancsoui dzsürcsik vezére, aki eredetileg Ming dinasztia hűbérese és hivatalosan a császár hatalmának helyi képviselője volt, a 17. század elején egyesítette a Mandzsúriában élő dzsürcsiket. Ő szervezte meg a „zászlós rendszert”, mint katonai-társadalmi egységeket, amelyek dzsürcsi, han kínai és mongol elemeket tartalmaztak. Nurhaci a dzsürcsi nemzetségeket katonai egységekké formálta (1635-ben Hong Taiji betiltotta a dzsürcsi név használatát, népéének a „mandzsu” elnevezést kellett használnia), és 1616-ban kihirdette a „Csin” (vagy „Nagy Csin”) nevű új dinasztia megalapítását, és felvette a kán címet. Ezzel kezdetét vette a kései Csin-dinasztia.

### Terjeszkedés
A későbbi Csin-dinasztia megalakulásával Nurhaci ellenségesen viszonyult a Mingekhez, mert azok beavatkoztak a dzsürcsi  törzsek ügyeibe. 1618-ban meghirdette a Hét sérelem (nadan amba koro; 七大恨) című dokumentumát, amely gyakorlatilag hadat üzent a Ming-dinasztiának. Elfoglalta Fushun-t, Qinghé-t (清河) és más városokat, mielőtt visszavonult. A Ming altábornagy Zhang Csengyin (張承蔭) halála a fushuni csata során megdöbbentette a Ming udvart. 1619-ben megtámadta Yehe-t (葉赫), hogy megpróbálja provokálni a Mingeket. A kínaiak válaszul négy útvonalon expedíciós erőket küldtek Yang Hao katonai biztos vezetésével Hetu Ala ostromára. A téli csaták sorozatában, amelyet együttesen a Sarhū-i csata néven ismertek, Nurhaci a négy Ming seregből hármat legyőzött, a túlélőket és a negyedik egységet rendezetlen visszavonulásra kényszerítette. Ez azt eredményezte, hogy a későbbi Csin dinasztia területe Liaoyang teljes keleti részére kiterjedt.
Udvarának Jianzhou-ból Liaodongba való áthelyezése Nurhaci számára több erőforráshoz való hozzáférést biztosított; ez szorosabb kapcsolatba hozta őt a mongol síkságon lévő khorcsin mongol tartományokkal is. Bár ekkorra az egykor egységes mongol nemzet már régóta önálló és ellenséges törzsekre töredezett, ezek a törzsek még mindig komoly  fenyegetést jelentettek a Ming birodalom határaira. Nurhaci politikája a khorcsinokkal szemben az volt, hogy barátságukra és együttműködésükre törekedett a Mingek ellen, így biztosítva nyugati határát egy lehetséges erős ellenségtől.
Nurhacsi katonai sikereinek töretlen sorozata 1626 januárjában ért véget, amikor Ningyuan ostromakor legyőzte őt Yuan Chonghuan. Néhány hónappal később meghalt, utóda pedig nyolcadik fia, Hong Taiji lett, aki rövid politikai küzdelem után megszerezte a kán címet.
Bár Hong Taiji tapasztalt vezető volt, és két zászlóalj parancsnoka, uralma katonai téren nem indult jól. A dzsürcsik 1627-ben újabb vereséget szenvedtek Jüan Csonghüantól. Mint korábban, ez a vereség is részben a Mingek újonnan szerzett ágyúinak volt köszönhető. A technológiai és számbeli egyenlőtlenségek orvoslására Hong Taiji 1634-ben a meglévő han csapataiból létrehozta saját tüzérségi alakulatát, az ujen cooha-t (kínaiul: 重軍), amely a hozzá átállt kínai kohászok segítségével saját ágyúkat öntött.
Hong Taiji uralkodásának egyik meghatározó eseménye az volt, hogy 1635 novemberében hivatalosan is elfogadta az egyesült dzsürcsi nép számára a „Man” (满) nevet. 1635-ben a mandzsuk mongol szövetségesei teljes mértékben beépültek a közvetlen mandzsu parancsnokság alá tartozó zászlós rendszerbe. Hong Taiji meghódította a Ming-dinasztia és Ligdan kán által uralt, a Shanhai-hágótól északra fekvő területet Belső-Mongóliában.
1636 áprilisában Belső-Mongólia mongol nemessége, a mandzsu nemesség és a Han mandarinok Sejangban megtartották a kurultájt, ahol a kánt ajánlották a Nagy Csing Birodalom császárának. A Jüan-dinasztia egyik jáde pecsétjét is a császárnak (Bogd Sécén kán) ajánlotta a nemesség. Amikor állítólag Ejei kán átadta neki a Jüan-dinasztia császári pecsétjét, Hong Taiji átnevezte államát „csin”-ről „Nagy Csing”-re, és kánból császárrá emelte rangját, ami a mandzsu törzsek egyesítésén túlmutató birodalmi törekvésekre utal, és a Későbbi Csin időszak hivatalos végét jelezte.

### Utóhatások
Ezt követte az első két Han zászló megalkotása 1637-ben (1642-ben nyolcra nőtt). Ezek a katonai reformok együtt lehetővé tették Hong Tajdzsi számára, hogy 1640 és 1642 között Songshan és Jinzhou területéért vívott csaták sorozatában ütőképesen legyőzze a Ming erőket. Ez a végső győzelem a Ming-dinasztia legtöbb harcedzett csapatának feladását, Yuan Chonghuan halálát  Ming csung csen császár keze által (aki tévesen azt hitte, hogy Jüan elárulta őt), és a Ming-erők teljes és végleges visszavonulását eredményezte a nagy faltól északra.
Hong Taiji 1643 szeptemberében váratlanul, kijelölt örökös nélkül halt meg. Ötéves fiát, Fulint Sun-cse néven elismerték császárnak,  és Hong Taiji féltestvére, Dorgon lett a régens és a Csing-dinasztia tényleges vezetője.
1644-ben a Li Zicheng vezette shun erők elfoglalták a Ming fővárost, Pekinget. A Csingek azonban hamarosan legyőzték és megsemmisítették Li Zicheng erőit. A Ming tábornok, Wu Sangui megtagadta, hogy Li Shun erőit szolgálja. Ehelyett szövetséget kötött a Csingekkel, és megnyitotta a Shanhai-hágót a Dorgon vezette zászlós seregek előtt, akik a Shanhai-hágói csatában legyőzték Li-t és a lázadókat, és elfoglalták a fővárost. Zhang Xianzhong és a Ming császári család hercegei továbbra is irányították Kína déli részét Déli-Ming néven, de a Csing-dinasztia 1683-ra átvette az irányítást területeik felett.

## Képek

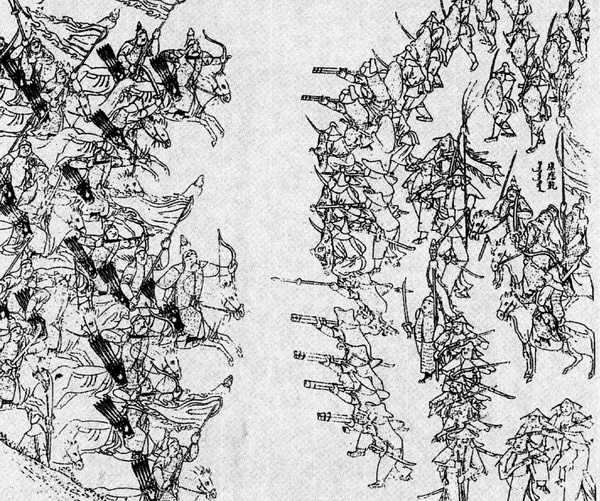
Kései Csin lovasság támadása a Ming gyalogság ellen a sarhūi csatában.
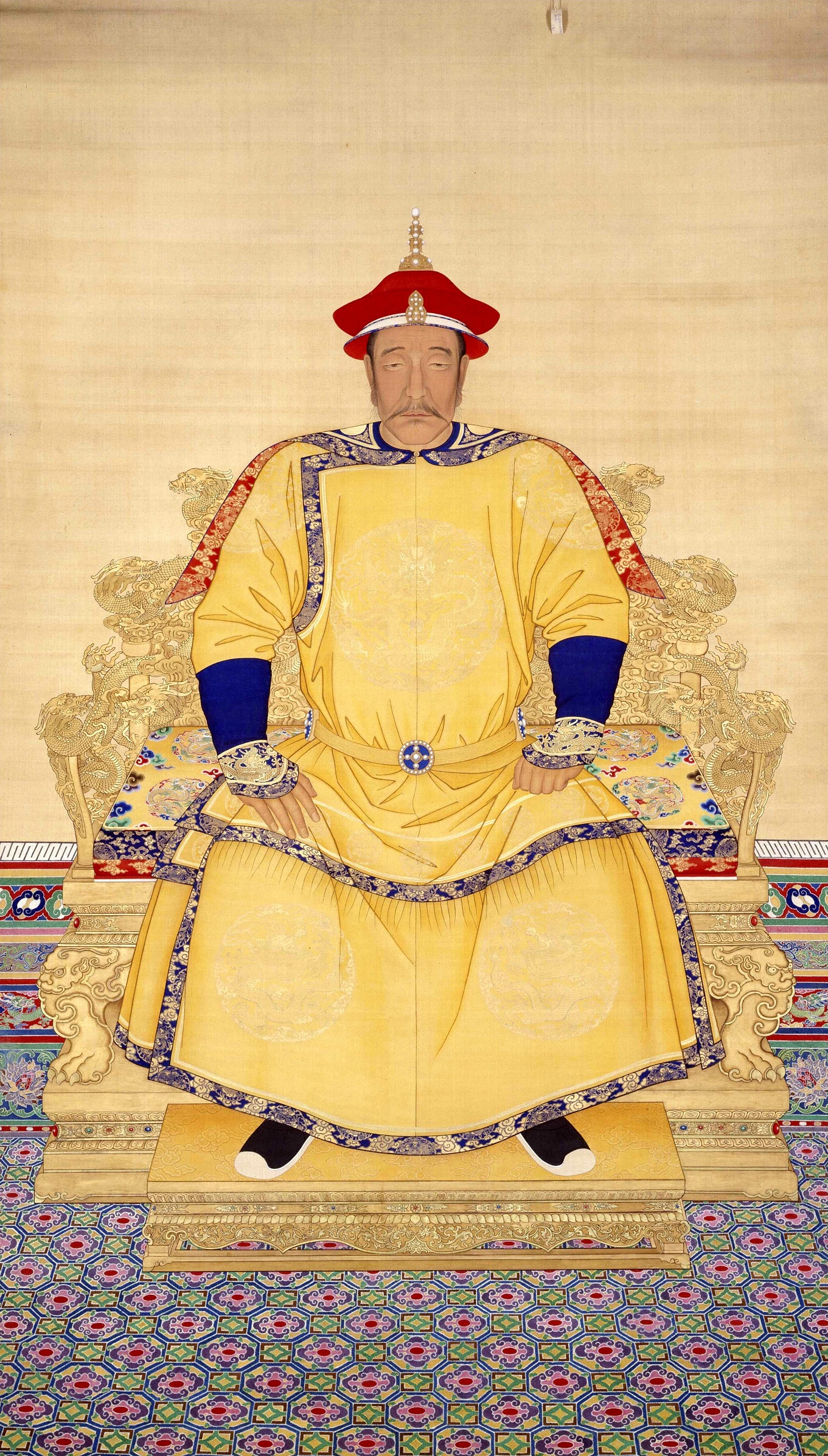
Nurhacsi, a kései Csin-dinasztia alapítójának hivatalos portréja.
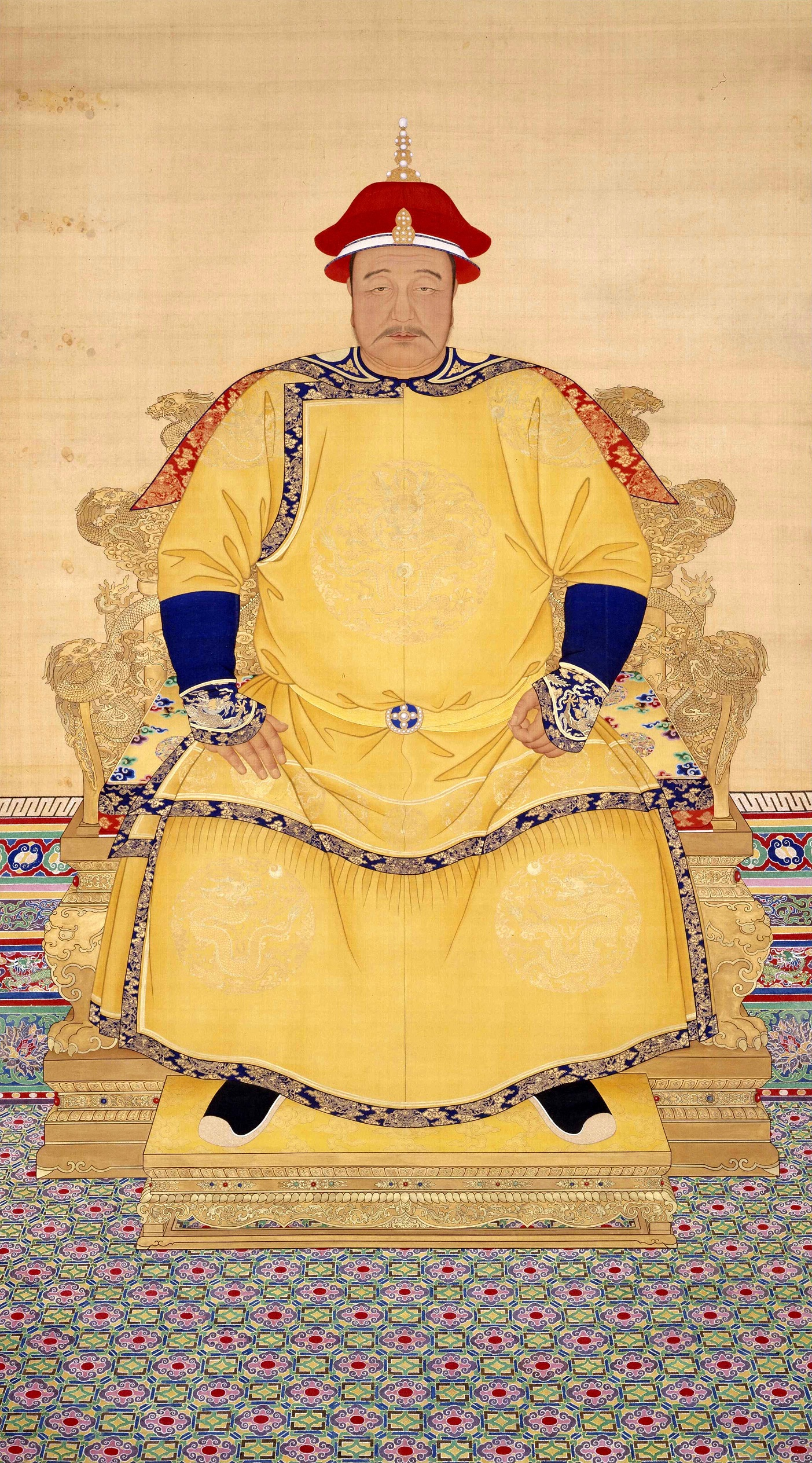
Hong Taiji, a kései csin-dinasztia második kánjának, majd aCsing-dinasztiaalapítójának hivatalos portréja.
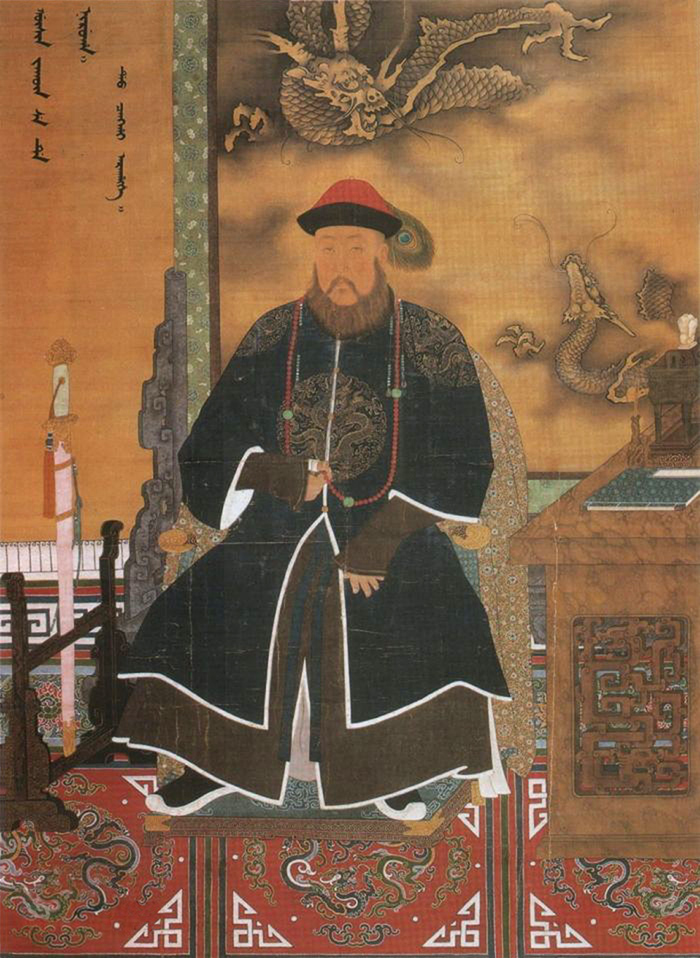
Dorgon, Rui herceg.

## Fordítás
- Ez a szócikk részben vagy egészben  a   Later Jin (1616–1636) című angol Wikipédia-szócikk ezen változatának fordításán alapul.  Az eredeti cikk szerkesztőit annak laptörténete sorolja fel. Ez a jelzés csupán a megfogalmazás eredetét és a szerzői jogokat jelzi, nem szolgál a cikkben szereplő információk forrásmegjelöléseként.